# Пінон кремовоперий
Пі́нон кремовоперий (Ducula subflavescens) — вид голубоподібних птахів родини голубових (Columbidae). Ендемік Папуа Нової Гвінеї. Раніше вважався конспецифічним з австралійським піноном.

## Поширення і екологія
Кремовопері пінони мешкають на островах архіпелагу Бісмарка  та на островах Адміралтейства. Вони живуть у вологих рівнинних тропічних лісах. Зустрічаються зграйками, на висоті до 940 м над рівнем моря. Живляться плодами.

## Збереження
МСОП класифікує стан збереження цього виду як близький до загрозливого. За оцінками дослідників, популяція кремовоперих пінонів становить від 57 до 373 тисяч птахів. Їм загрожує знищення природного середовища.